# Dariusz Kwiatkowski (koszykarz)
Dariusz Kwiatkowski (ur. 16 lutego 1952 w Piotrkowie Trybunalskim, zm. 27 lutego 2016 we Francji) – polski koszykarz, mistrz i reprezentant Polski.
Był wychowankiem Piotrcovii, w której w sezonie 1970/1971 występował w II lidze, ale sukcesy sportowe odnosił w barwach Wisły Kraków, w której występował od 1971. W 1974 i 1976 zdobył mistrzostwo Polski seniorów, a w latach 1975 i 1977 wicemistrzostwo. W krakowskim klubie grał do 1978. Następnie powrócił do Piotrcovii i w jej barwach występował w II lidze w latach 1978–1983. W kolejnych latach grał również we Francji.
Był reprezentantem Polski juniorów (m.in. na mistrzostwach Europy w 1970 (6. miejsce)) oraz seniorów (m.in. na mistrzostwach Europy w 1975 (8. miejsce). Łącznie w reprezentacji seniorskiej wystąpił w 32 spotkaniach. Grał na pozycji skrzydłowego, mierzył 196 cm wzrostu.